# Destrucción de Psará
La destrucción de Psará (en griego, Καταστροφή των Ψαρών; romanización, Katastrofí ton Psarón) fue la matanza de miles de griegos en la isla de Psará por parte de las tropas otomanas durante la Guerra de la Independencia de Grecia en 1824.

## Antecedentes
A principios del siglo XIX, Psará contaba con la tercera flota comercial más grande de Grecia, después de Hidra y Spetses, con unos 45 barcos.
En marzo de 1821, la población griega se rebeló contra el Imperio Otomano. Los habitantes de Psará se unieron a la lucha el 10 de abril de 1821. El futuro primer ministro Konstantinos Kanaris, Dimitrios Papanikolis, Pipinos y Nikolis Apostolis se distinguieron como líderes navales, utilizando brulotes para combatir a la más poderosa Armada Otomana.
En abril de 1822, las fuerzas turcas al mando de Nasuhzade Ali Pasha, Kapudan Pasha de la flota otomana, masacraron a los habitantes de Quíos. 30.000 griegos fueron asesinados y 50.000 fueron vendidos como esclavos en Esmirna y Estambul. La población nativa de Psará, de 7.500 personas, se vio incrementada por 23.000 refugiados griegos procedentes de Quíos, pero también de Tesalia, Macedonia, Mosjonisi y Kydonies.
En la noche del 6 al 7 de junio de 1822, los griegos respondieron destruyendo el buque insignia de Nasuhzade Ali Pasha en venganza por la masacre de Quíos, matando a 2.300 turcos, así como al propio Kapudan Pasha.

## Masacre

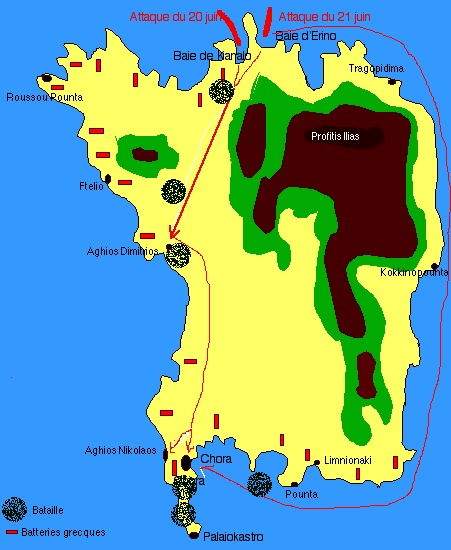
Mapa del ataque otomano del 20 y 21 de junio de 1824. La isla mide entre 7 y 8 km en su mayor longitud y anchura.

El 20 de junio de 1824, la isla fue invadida por los otomanos bajo el mando del Kapudan Pasha Koca Hüsrev Mehmed. La resistencia de los psariotas terminó al día siguiente con una última resistencia en el antiguo fuerte de la ciudad, Palaiokastro (de nombre alternativo como Mavri Rachi, literalmente «Cresta Negra»). Cientos de soldados y también mujeres y niños se habían refugiado allí cuando una fuerza otomana de 2.000 personas asaltó el fuerte. Los refugiados lanzaron primero una bandera blanca con las palabras «Libertad o muerte» (en griego, Ἐλευθερία ἤ Θάνατος). Entonces, en el momento en que los turcos entraron en el fuerte, el lugareño Antonios Vratsanos encendió una mecha de la reserva de pólvora, en una explosión que mató a los habitantes de la ciudad junto con sus enemigos - permaneciendo así fieles a su bandera hasta su muerte. Un oficial francés que oyó y vio la explosión la comparó con una erupción volcánica del monte Vesubio.
Como resultado de la invasión, 17.000 griegos fueron asesinados o vendidos como esclavos. Parte de la población consiguió huir de la isla, dispersándose por lo que hoy es el sur de Grecia. Theophilos Kairis, sacerdote y erudito, acogió a muchos de los niños huérfanos y creó la famosa escuela Orphanotropheio de Theophilos Kairis. Psará fue abandonada y permaneció en manos de los otomanos hasta que fue reconquistada por la armada griega el 21 de octubre de 1912 durante la primera guerra de los Balcanes. La población de Psará antes de la masacre era de unos 7000 habitantes. Desde la masacre, la población de la isla nunca superó los 1.000 habitantes.

## Reacción y conmemoración
La destrucción de Psará por los otomanos se llevó a cabo en represalia por la destrucción de barcos turcos por parte de los revolucionarios Konstantinos Kanaris y Dimitrios Papanikolis. Inspiró al poeta Andreas Calvos a escribir la oda A Psará (en griego, Εἰς Ψαρά) y, quizás más famoso, el acontecimiento también inspiró al poeta Dionisios Solomós, autor del «Himno a la Libertad», a escribir un poema (o epigrama) titulado La destrucción de Psará (en griego, Ἡ καταστροφὴ τῶν Ψαρῶν) en 1825:

Griego:

Στῶν Ψαρῶν τὴν ὁλόμαυρη ράχη

Περπατῶντας ἡ Δόξα μονάχη.

Μελετᾷ τὰ λαμπρὰ παλληκάρια,

Καὶ 'ς τὴν κόμη στεφάνι φορεῖ

Γινομένο ἀπὸ λίγα χορτάρια

Ποῦ εἰχαν μείνῃ 'ς τὴν ἔρημη γῆ.
Traducción:

En la cresta negra de Psará

La gloria recorre solitaria.

Observa a los jóvenes brillantes en el campo de guerra,

y lleva la corona herida en su cabello

de las últimas hierbas que quedan

en la tierra desolada.
Dionisios Solomós, La destrucción de Psará.

## Galería
La destrucción de Psará inspiró al pintor griego Nikolaos Gyzis para realizar La gloria de Psará (en griego, Η Δόξα των Ψαρών, pastel sobre papel), Tras la destrucción de Psará (en griego, Μετά την καταστροφή των Ψαρών, óleo sobre lienzo) y La gloria de Psará (en griego, Η Δόξα των Ψαρών, óleo sobre lienzo):

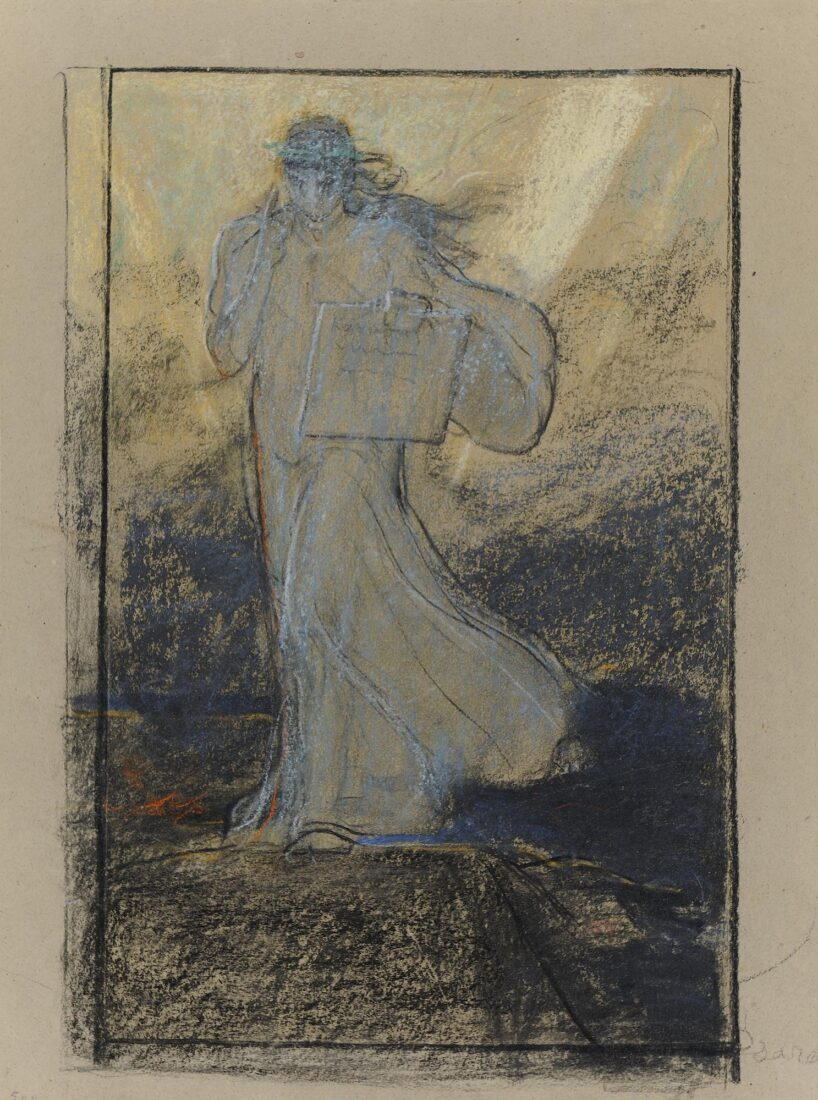
La gloria de Psará, pastel sobre papel (1896).
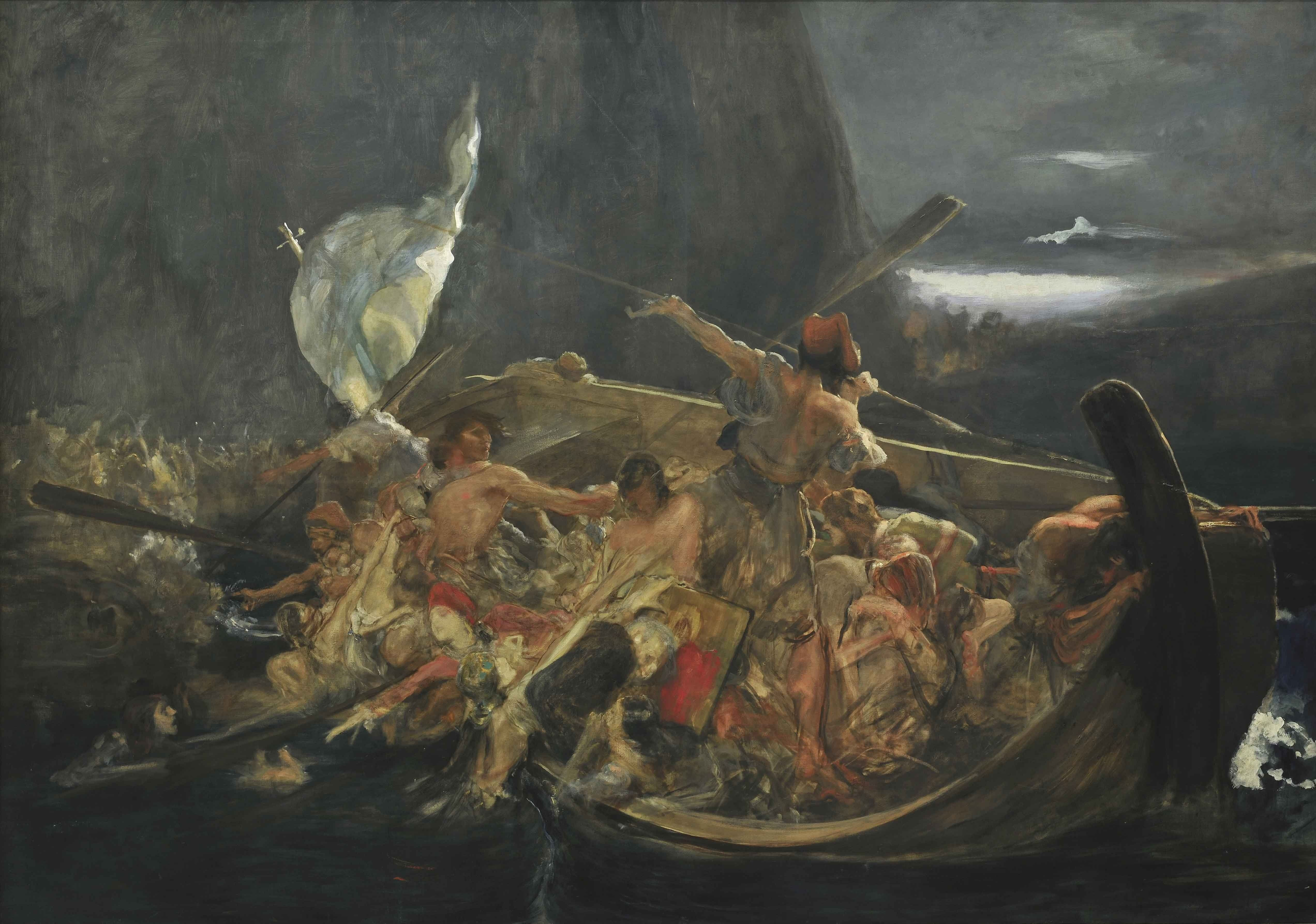
Tras la destrucción de Psará, óleo sobre lienzo (1896-1898).
La gloria de Psará, óleo sobre lienzo (1898).